# Gola Bazar (Uttar Pradesh)
Gola Bazar – miasto w północnych Indiach w stanie Uttar Pradesh, na Nizinie Hindustańskiej.
Populacja miasta w 2001 roku wynosiła 10 613 mieszkańców.